# Manuel José García Caparrós
Manuel José García Caparrós era un treballador malagueny de la fàbrica de Cerveza Victoria i militant de Comissions Obreres.
Va morir per un tret efectuat per la Policia Armada durant la manifestació del 4 de desembre de 1977 a favor de l'autonomia d'Andalusia quan intentava penjar una bandera d'Andalusia a l'Ajuntament de Màlaga.
El lloc on va caure mort es va convertir en un "altar" improvisat per on van passar milers de malaguenys, fins que va ser destrossat. Durant diversos dies, va haver-hi protestes per la repressió policial.
El ple de l'Ajuntament de Màlaga del 16 de novembre de 1995 va aprovar donar-li el seu nom a un carrer en la seva memòria. La Diputació Provincial de Màlaga el va nomenar Fill predilecte de la província a títol pòstum el 20 d'abril de 2009.
Actualment és tot un símbol per al nacionalisme andalús d'esquerres, igual que Blas Infante. El grup Jaleo!!! ha reivindicat sovint la seva memòria.

## Refències
1. ↑  diariosur.es: (castellà) El PA pide un busto de García Caparrós y corregir el error en una placa.
2. ↑  «Loli García Caparros: «Mi hermano murió en acto terrorista y es justo que así lo reconozcan nuestras autoridades» abc.es». Arxivat de l'original el 2009-07-27. [Consulta: 26 setembre 2010].